# Balancán de Domínguez
Balancán de Domínguez (kurz Balancán) ist eine Stadt mit etwa 14.000 Einwohnern im Südosten des mexikanischen Bundesstaats Tabasco. Sie ist Verwaltungssitz (cabecera) des Municipio Balancán.

## Lage
Die Kleinstadt Balancán liegt an einer Schleife des Río Usumacinta ca. 190 km (Fahrtstrecke) östlich der Großstadt Villahermosa in einer Höhe von etwa 20 m. Das Klima ist feucht und schwül; Regen (ca. 2000 bis 2500 mm/Jahr) fällt überwiegend in den Monaten Mai bis Dezember.

## Bevölkerung
| Jahr      | 2000   | 2005   | 2010   | 2020   |
| Einwohner | 11.024 | 12.485 | 13.030 | 13.944 |

Die Bevölkerung ist ursprünglich maya-stämmig. Andererseits sind in den letzten Jahrzehnten des 20. Jahrhunderts auch viele Neusiedler aus anderen Regionen Mexikos zugewandert. Umgangssprachen sind in der Hauptsache Nahuatl, Maya und Spanisch.

## Wirtschaft
Die Region um Balancán ist in hohem Maße landwirtschaftlich geprägt; angebaut werden Mais, Zuckerrohr, und Bohnen. Auch die Viehzucht spielt eine bedeutende Rolle.

## Geschichte
Vor der Konquista lebten ausschließlich Angehörige verschiedener Maya-Stämme im Umland der heutigen Stadt. Im Jahr 1630 kam eine Gruppe von Chol-Maya aus Palenque hierher und gründete das heutige gleichnamige Stadtviertel. Die heutige Stadt entstand erst in der ersten Hälfte des 19. Jahrhunderts, wuchs aber erst nach dem Bau einer Straße in den 1930er und 1940er Jahren zu einer gewissen Größe heran, die durch Zuwanderung noch begünstigt wurde. 

## Sehenswürdigkeiten
- Die Straßen im Zentrum sind zumeist rechtwinklig angelegt; an der zentralen Plaza Mayor stehen Kirche und Rathaus.
- Einige Gassen im Zentrum sind noch von eingeschossigen fensterlosen Häusern aus dem 18./19. Jahrhundert gesäumt.
- Die zweitürmige Iglesia de San Marcos, ein einschiffiger Bau aus der Mitte des 20. Jahrhunderts, ist dem Evangelisten Markus geweiht.
- Das Museo Arqueológico José Gómez Panaco beherbergt mehrere Maya-Stelen aus Moral Reforma und Santa Elena; daneben finden sich Kleinskulpturen und Keramiken.
- Der etwa 1 km südlich des Ortszentrums gelegene Lago El Popalillo ist ein beliebtes Ausflugsziel.